# Antirrhea philoctetes
Antirrhea philoctetes är en fjärilsart som beskrevs av Carl von Linné 1758. Antirrhea philoctetes ingår i släktet Antirrhea och familjen praktfjärilar. Inga underarter finns listade i Catalogue of Life.

## Bildgalleri

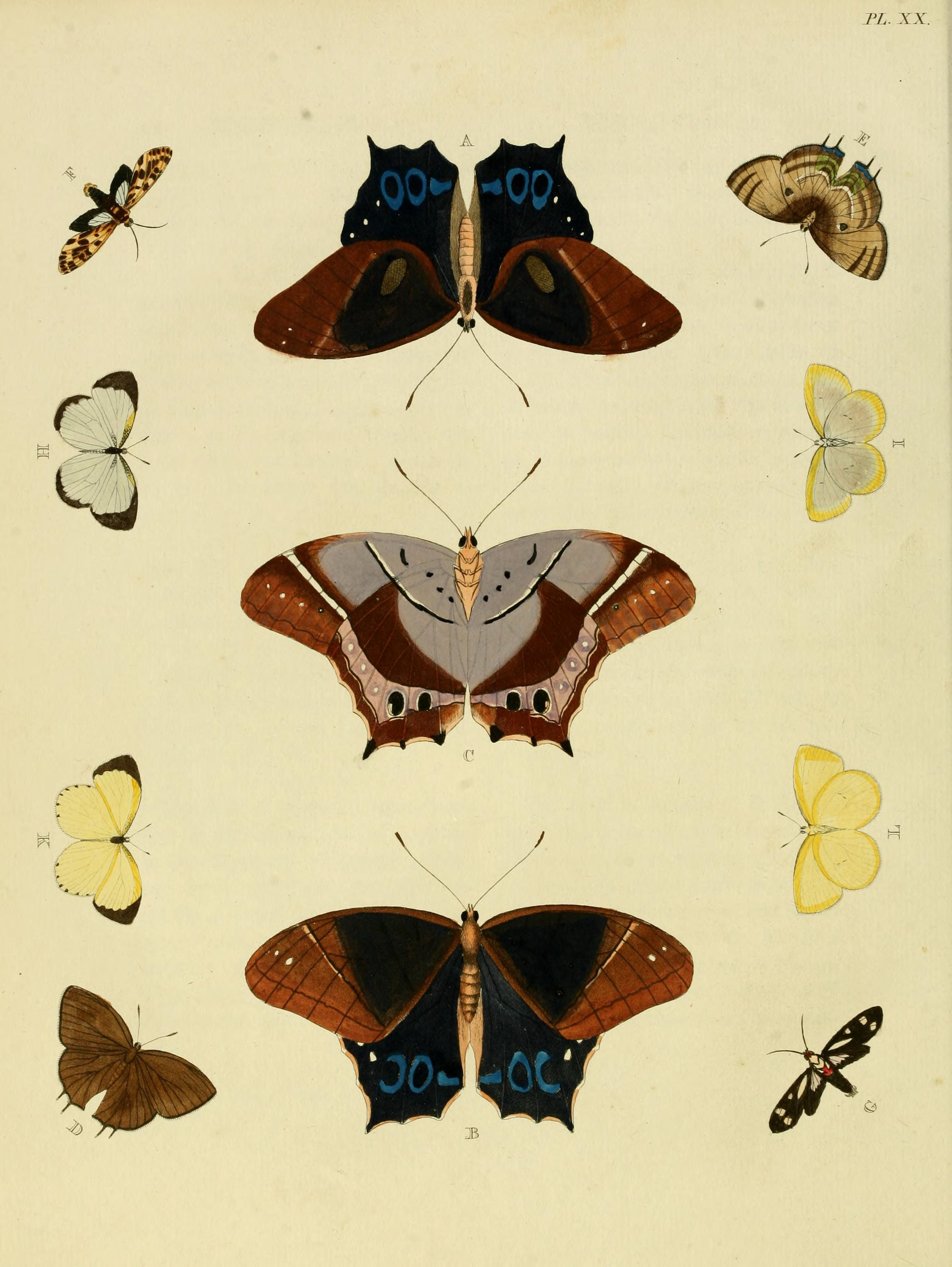